# Sergio Sánchez Sánchez
Sergio Sánchez Sánchez (Carbayín Alto, Siero, Asturias, España, 28 de abril de 1977) es un exfutbolista y entrenador de fútbol español. En la actualidad ejerce las labores de primer entrenador en el Club Marino de Luanco, de la Segunda Federación de España.

## Trayectoria

### Como jugador
Se formó en los equipos de fútbol base del Club Deportivo Rayo Carbayín antes de marcharse a la cantera del Real Sporting de Gijón. Después de tres temporadas en la plantilla del Real Sporting de Gijón "B", debutó en Segunda División con el primer equipo gijonés en la campaña 1998-99, en la que disputó veintiséis partidos de la Liga y seis de la Copa del Rey. En la temporada siguiente disputó diez partidos y fichó por el Club Atlético de Madrid a cambio de 414 millones de pesetas. Esto sucedió una vez comenzada la campaña 1999-2000, por lo que ambos clubes acordaron que el guardameta se quedara en el Sporting en calidad de cedido hasta el final de la misma.
En la temporada 2000-01 llegó al Atlético de Madrid, con el que debutó en un partido de la Copa del Rey disputado el 11 de enero de 2001 ante el Rayo Vallecano de Madrid que finalizó con el resultado de 2-2. En la campaña 2002-03 se marchó en calidad de préstamo al R. C. D. Espanyol. Una vez de regreso al Atlético no entraba en los planes del cuerpo técnico, por lo que fue cedido al Getafe C. F., con el que logró un ascenso a Primera División en la temporada 2003-04. La campaña 2004-05 fue la última del jugador en el equipo madrileño ya que, tras un año en el que no tuvo muchas oportunidades, el Atlético consideró oportuno prescindir de sus servicios.
Fue entonces el Hércules C. F. quien lo contrató para la temporada 2005-06, pero tampoco allí tampoco tuvo fortuna ya que una mala racha de resultados lo relegó al banquillo y, al concluir la Liga, el equipo alicantino le dio la carta de libertad. Tras esto, estuvo entrenando con el C. D. Leganés hasta enero de 2007 para después fichar por la U. D. Melilla, equipo de la Segunda División B. Sin embargo, no llegó a debutar ya que pidió la baja alegando motivos personales y recaló en el ADO La Haya neerlandés, donde jugó once partidos.
El 17 de julio de 2007, fue presentado como portero del Sporting para la campaña 2007-08, logrando un nuevo ascenso a Primera División al final de la misma. Comenzó como titular la temporada 2008-09 y se convirtió en el portero más goleado en cincuenta años en las cuatro primeras jornadas de la competición, tras encajar diecinueve tantos. Una vez finalizada la campaña, el Sporting decidió no renovar su contrato y el jugador optó por abandonar la práctica del fútbol.

### Como entrenador
Se estrenó en los banquillos en la temporada 2010-11, en el Candás C. F. de la Tercera División de España, como ayudante de Abelardo Fernández. Paralelamente, en octubre de 2010 abrió la escuela para guardametas Dorsal 13. En 2011, firmó un contrato como entrenador de porteros del Real Sporting de Gijón "B" y entrenador del equipo juvenil "B" del Sporting. Comenzó la temporada 2020-21 como entrenador del Real Sporting de Gijón juvenil, que competía en la División de Honor Juvenil de España, pasando a entrenar al Real Sporting de Gijón "B" en enero de 2021, tras la destitución de Samuel Baños.
En la temporada 2021-22, dirigiría al Real Sporting de Gijón "B" hasta el final de la temporada, siendo sustituido por Dani Mori al término de la misma.
En la temporada 2023-24 entrenó al Club Marino de Luanco de la Segunda Federación. Tras una temporada en blanco, el club de la comarca de Avilés, hace oficial el 22 de mayo de 2025, su contratación para la temporada 2024-25 en la que militarán en Segunda Federación.

## Clubes

### Como jugador
| Club                       | País         | Año       |
| -------------------------- | ------------ | --------- |
| Real Sporting de Gijón "B" | España       | 1995-1998 |
| Real Sporting de Gijón     | España       | 1998-2000 |
| Club Atlético de Madrid    | España       | 2000-2002 |
| R. C. D. Espanyol          | España       | 2002-2003 |
| Club Atlético de Madrid    | España       | 2003-2004 |
| Getafe C. F.               | España       | 2004-2005 |
| Hércules C. F.             | España       | 2005-2006 |
| ADO La Haya                | Países Bajos | 2006-2007 |
| Real Sporting de Gijón     | España       | 2007-2009 |